# José Enrique de Olano
José Enrique de Olano y Loyzaga (Liverpool, Reino Unido; 28 de marzo de 1858-Barcelona, España; 3 de diciembre de 1934), I Conde de Fígols, fue un empresario minero y político español, perteneciente a una familia de alcurnia.

## Biografía

### Vida familiar y primeros años
Hijo el empresario naviero vasco José Antonio de Olano, tras estudiar en el Stonyhurst College, se licenció en ingeniería de minas en la Universidad Católica de Lovaina. En 1880 viajó a España para instalarse en Barcelona, donde publicó un proyecto de distribución del puerto de la ciudad que fue premiado en el Congreso Geográfico Internacional de Venecia de 1881.
Vinculado a una familia aristocrática de tradición marítima, practicó la vela en su juventud. En 1884 fundó y presidió el Real Club de Regatas de Barcelona, que en 1902 se fusionó con el Real Yacht Club para dar origen al Real Club de Barcelona, entidad que también dirigió hasta 1909, cuando se produjo una escisión por discrepancias con otros socios y fundó el Real Club Náutico de Barcelona, del que fue su primer presidente, desde 1909 hasta 1913. 

### Trayectoria empresarial
En 1882 fue uno de los fundadores de la Sociedad Anónima de Metalurgia y Construcciones La Vizcaya —embrión de Altos Hornos de Vizcaya—, empresa de la que fue nombrado ingeniero director.
En 1893 adquirió la mayor parte de las explotaciones de la cuenca minera del Alto Llobregat, en los municipios de Serchs, Fígols y la Nou, llevando a cabo un importante proceso de modernización: impulsó la llegada de un ferrocarril a pie de mina, estableció varias colonias mineras y construyó una central de gas pobre y otra hidráulica para abastecer a las explotaciones. En 1911 constituyó la sociedad Carbones de Berga, SA, que se mantuvo activa hasta 1991.
En los años 1920 impulsó un proyecto para aprovechar parte de la producción de carbón en la generación eléctrica, llegando a un acuerdo con la Compañía Eléctrica Riegos y Fuerzas del Ebro, «la Canadiense», para la construcción de una central térmica en bocamina. La central de Fígols entró en servicio en 1931.
Más allá de la minería, fue vocal del consejo de administración de Aceros Electro-Rápidos y presidente de la comisión interventora permanente del Banco de Barcelona. Así mismo, tuvo un papel activo en varias sociedades patronales, presidiendo la Asociación de Armadores de Navegación Libre de Barcelona y la Unión de Productores para la Exportación; fue miembro de la junta directiva de la Cámara Oficial de Comercio, Industria y Navegación de Barcelona y perteneció también a la Sociedad Económica Barcelonesa de Amigos del País y a Fomento del Trabajo Nacional.

### Trayectoria política
Olano participó en política como miembro de la fracción maurista del Partido Conservador. Entre 1914 y 1917 fue Senador del Reino por la provincia de Gerona. Fue elegido diputado a Cortes por el distrito de Berga en las elecciones generales de 1918, por el distrito de Gerona en 1919 y nuevamente por Berga en 1920. Fue uno de los impulsores de la Unión Monárquica Nacional, formación conservadora fundada en febrero de 1919, que en 1923 respaldó el golpe de Estado del general Primo de Rivera.
El 20 de enero de 1924 Olano fue designado presidente de la Diputación Provincial de Barcelona, en la sesión de constitución de la corporación nombrada por la dictadura de Primo de Rivera. Ejerció el cargo hasta el 31 de marzo de 1925, cuando las corporaciones se reorganizaron por orden ministerial. Pasó a ocupar la vicepresidencia hasta la dimisión de Primo de Rivera, en febrero de 1930. Se mantuvo como diputado provincial hasta la proclamación de la Segunda República, el 14 de abril de 1931.

### Muerte
En sus últimos meses de vida estuvo internado en el sanatorio de Puigdolena, aquejado de una bronconeumonía. Finalmente falleció en Barcelona a los 76 años, víctima de esta enfermedad.

## Títulos nobiliarios y distinciones
El 25 de febrero de 1909 el monarca Alfonso XIII le concedió el título de I conde de Fígols.
Recibió también las siguientes distinciones:
- Caballero Gran Cruz de la Orden de San Gregorio Magno.
- Caballero Gran Cruz de la Orden de la Corona de Italia.